# Berki szellőrózsa
A berki szellőrózsa (Anemone nemorosa) boglárkavirágúak (Ranunculales) rendjébe, ezen belül a boglárkafélék (Ranunculaceae) családjába tartozó faj. Enyhén mérgező növény. Fogyasztása tilos, szerepel az OGYÉI tiltólistáján is.

## Előfordulása
Szinte egész Európában nő, jóformán csak a Földközi-tenger partvidékén hiányzik. Északon megközelíti a sarkkört. Magyarországon főleg a Dunántúlon gyakori.

## Megjelenése
15–30 centiméter magas, évelő, lágy szárú növény. Sárga vagy barna gyöktörzse vízszintesen kúszik a talajban. Sötétzöld, hosszú nyelű, tenyeresen szeldelt gallérlevelei csaknem örvösen állnak, a szeletek hasogatottak vagy fűrészes szélűek. Csillagszerű, 2-4 centiméter széles, pirossal futtatott fehér virágai egyesével állnak: kezdetben vagy esőben bókolók, később felegyenesednek. A virágtakaró levelek száma hat, néha hét.

## Életmódja, élőhelye
Lomb- és tűlevelű, valamint elegyes erdők, cserjések, hegyi rétek lakója. Nyirkos, humuszban gazdag talajú liget- és láperdőkben gyakori. Termőhelyein tömegesen, összefüggő állományokban nő.
Március–áprilisban (esetenként májusig) nyílik; az egyik legszebb kora tavaszi erdei virágnak tartják.

## Képek

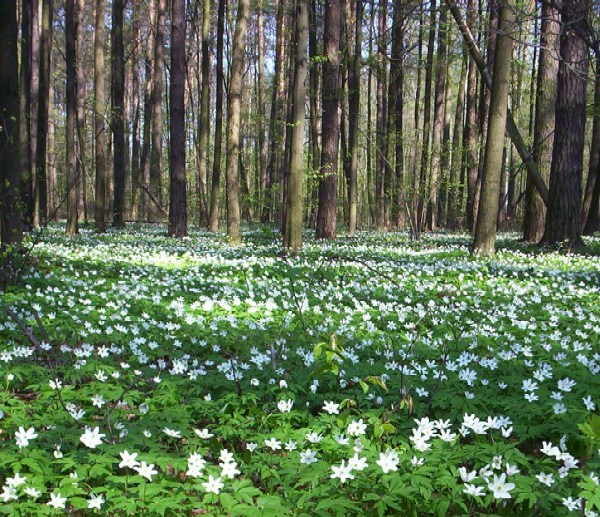
Tömeges Berki szellőrózsa
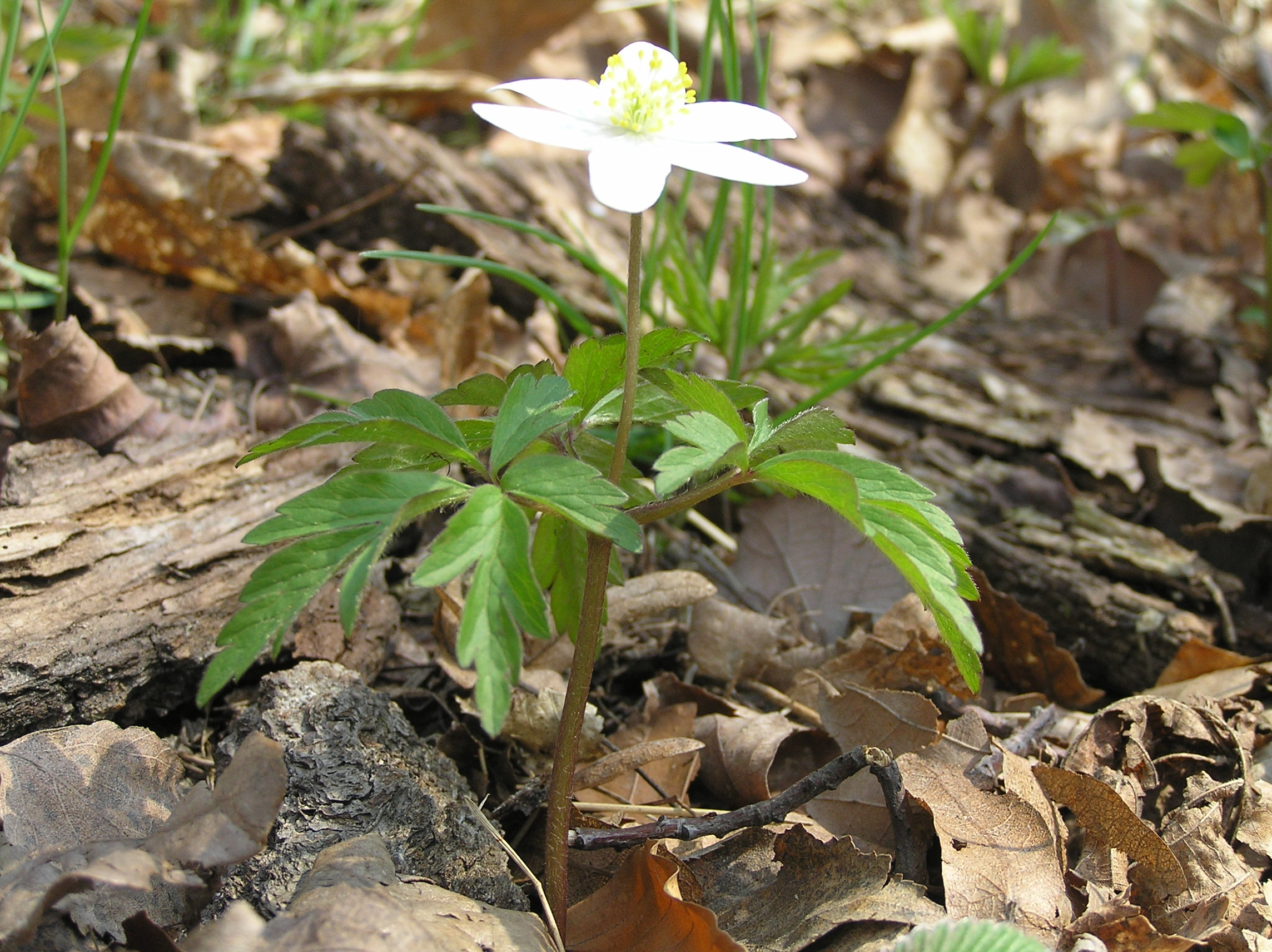
Habitusa
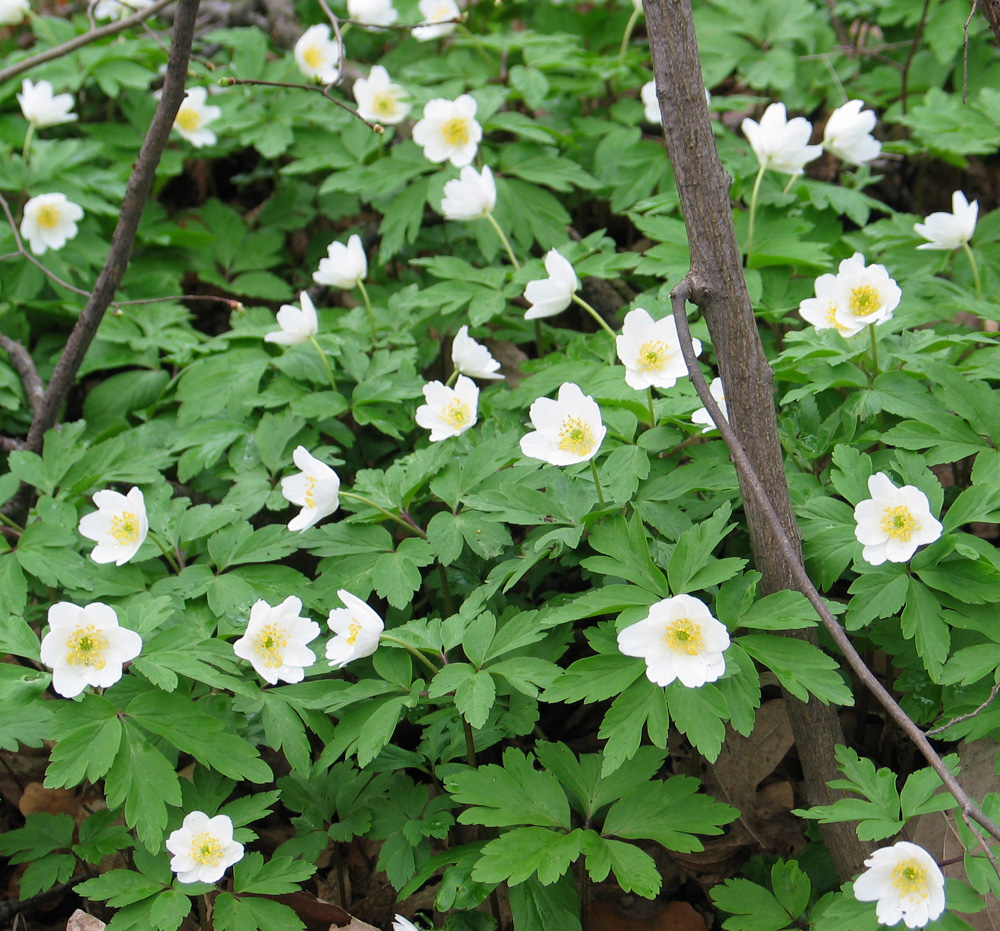
Virágzó Berki szellőrózsák
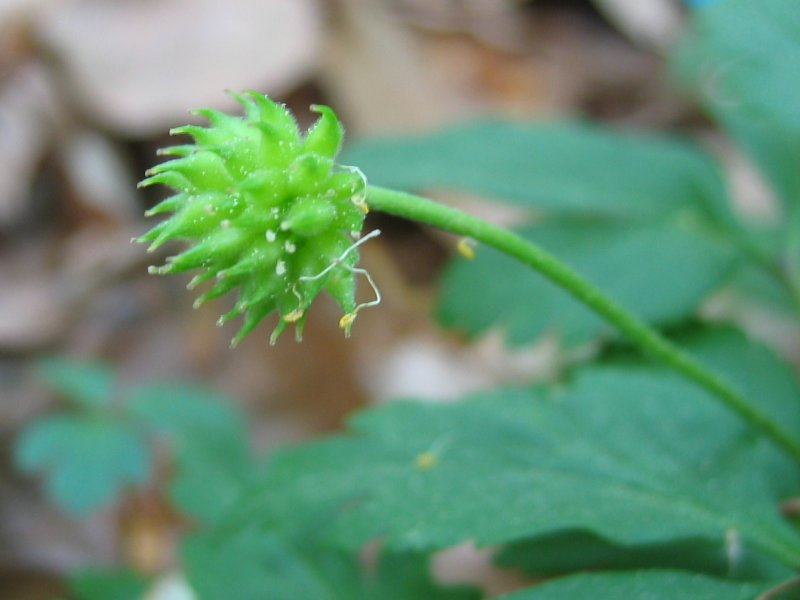
Termése